# A Magyar Állami Operaházban tartott bemutatók listája
Az alábbi lista a Magyar Állami Operaházban bemutatott operákat, operetteket, mesejátékokat és táncjátékokat tartalmazza. Az új betanulások, felújítások valamint a balettelőadások és hangversenyek nem szerepelnek benne.

## Bemutatók évad szerint
- 1884/85-ös évad:
  - Gounod: Faust
  - Erkel: Bánk bán
  - Wagner: Lohengrin
  - Halévy: A zsidónő
  - Rossini: Tell Vilmos
  - Verdi: Traviata
  - Rossini: A sevillai borbély
  - Meyerbeer: A hugenották
  - Verdi: Ernani
  - Verdi: Az álarcosbál
  - Bizet: Carmen
  - Meyerbeer: Ördög Róbert
  - Verdi: A trubadúr
  - Ponchielli: Gioconda
  - Gluck: A rászedett kádi
  - Delibes: Coppélia
  - Meyerbeer: A próféta
  - Auber: A fekete dominó
  - Donizetti: Borgia Lucretia
  - Cesare Pugni: Satanella
  - Weber: A bűvös vadász
  - Beethoven: Fidelio
  - Wagner: Tannhäuser
  - Adolphe Adam: A nürnbergi baba
  - Minkus: Naila
  - Erkel: Hunyadi László
  - Mozart: Don Juan
  - Erkel: István király
  - Verdi: Aida
  - Meyerbeer: Az afrikai nő
  - Goldmark Károly: Sába királynője
  - Felicien David: Lalla-Roukh
  - Josef Bayer: Bécsi keringő
  - Boito: Mefistofeles
  - Massenet: Herodias
  - Sárosi Ferenc: Atala
  - Meyerbeer: Dinorah
  - Bellini: Az alvajáró
  - Donizetti: Lammermoori Lucia
  - Verdi: Rigoletto
  - Ambroise Thomas: Hamlet
  - Meyerbeer: Észak csillaga
- 1885/86-os évad:
  - Victor Massé: Jeanette mennyegzője
  - Mozart: A varázsfuvola
  - Flotow: Márta
  - Donizetti: Don Pasquale
  - Schubert: Cselre cselt
  - Delibes: Sylvia
  - Bellini: Norma
  - Mihalovich Ödön: Hagbarth és Signe
  - Auber: A portici néma
  - Massenet: Lahore királya
  - Mozart: Figaro házassága
- 1886/87-es évad:
  - Ambroise Thomas: Mignon
  - Donizetti: A kegyencnő
  - Viktor Nessler: A säckingeni trombitás
  - Gounod: Rómeó és Júlia
  - Sárosi Ferenc: Abencerage
  - Romualdo Marenco: Excelsior
- 1887/88-as évad:
  - Albert Grisar: Jó éjt, Pantalon úr
  - Wagner: A nürnbergi mesterdalnokok
  - Goldmark Károly: Merlin
  - Delibes: Lakmé
  - Verdi: Otello
  - Auber: Az udvari hangverseny
  - Wagner: A bolygó hollandi
  - Konradin Kreutzer: A tékozló
  - Zichy Géza: A vár története
- 1888/89-es évad:
  - Bizet: Gyöngyhalászok
  - Donizetti: Az ezred lánya
  - Konradin Kreutzer: A granadai éji szállás
  - Josef Bayer: A babatündér
  - Wagner: A Rajna kincse
  - Wagner: A walkür
  - Erkel: Brankovics György
  - Aimé Maillart: Villars dragonyosai
- 1889/90-es évad:
  - Wagner: Lohengrin
  - Otto Nicolai: A windsori víg nők
  - Auber: Az ördög része
  - Schmiedl: Robert és Bertram
  - Merkler Andor: Fanchon szerelme
  - Heinrich Marschner: Templomos és zsidónő
  - Richard Genée: A haza
- 1890/91-es évad:
  - Alberto Franchetti: Asrael
  - Raimann Rezső: Sinan basa
  - Sztojanovits Jenő: Csárdás
  - Jacques Offenbach: Eljegyzés lámpafénynél
  - Pietro Mascagni: Parasztbecsület
  - Albert Lortzing: A fegyverkovács
  - Huber Károly: A víg cimborák
  - Felix Mendelssohn Bartholdy: Loreley
  - Szabados Károly: Vióra
- 1891/92-es évad:
  - Rieger Alfréd: Nivita
  - Hubay Jenő: Alienor
  - Pietro Mascagni: Egy álom választottja
  - Peter Cornelius: A bagdadi borbély
  - Pietro Mascagni: Fritz barátunk
  - Wagner: Siegfried
- 1892/93-as évad:
  - Daniel Auber: Kőmíves és lakatos
  - Sztojanovits Jenő: Tous les trois
  - Wolfgang Amadeus Mozart: Bastien és Bastienne
  - Richard Wagner: Az istenek alkonya
  - Doppler Ferenc: Ilka és a huszártoborzó
  - Charles-Maria Widor: A korrigan
  - Mihalovich Ödön: Toldi szerelme
  - Ruggero Leoncavallo: Bajazzók
- 1893/94-es évad:
  - Bedřich Smetana: Az eladott menyasszony
  - Szabó Xavér Ferenc: Darius kincse
  - Albert Lortzing: A vadorzó
  - Giacomo Puccini: Manon Lescaut
  - Farkas Ödön: A vezeklők
  - Raimann Rudolf: Arden Énok
  - Poldini Ede: Északi fény
- 1894/95-ös évad:
  - Jules Massenet: A navarrai lány
  - Hubay Jenő: A cremonai hegedűs
  - Engelbert Humperdinck: Jancsi és Juliska
  - Georges Bizet: Dzsamileh
  - Nicola Spinelli: Az alsó révnél
  - Johann Strauss d. S.: A denevér
- 1895/96-os évad:
  - Elbert Imre: Tamóra
  - Szabados Béla: Alszik a nagynéni
  - Farkas Ödön: Balassa Bálint
  - Kerner István: Az ércember
  - Wilhelm Kienzl: A bibliás ember
  - Hubay Jenő: A falu rossza
  - Zichy Géza: Alár
- 1896/97-es évad:
  - Auer Károly: Corvin Mátyás
  - Goldmark Károly: A házi tücsök
  - Czobor Károly: Karen
  - Umberto Giordano: André Chénier
  - Alexandre Lecocq: Angot asszony lánya
- 1897/98-as évad:
  - Aggházy Károly: Maritta, a korsós madonna
  - Ruggero Leoncavallo: Bohémek
  - Máder Rezső: She
  - Sztojanovits Jenő: Ninon
- 1898/99-es évad:
  - Léo Delibes: A király mondta
  - Zichy Géza: Roland mester
  - Heinrich Berté: Hópehely
  - Goldmark Károly: A hadifogoly
  - Lehár Ferenc: Kukuska
- 1899/1900-as évad:
  - M. J. Beer: A kovácsok sztrájkja
  - Siegfried Wagner: A medvebőrös
  - Bahnert József: Csempészek
  - Armin Stern: Zulejka
- 1900/01-es évad:
  - Farkas Ödön: Tetemrehívás
  - Vavrinecz Mór: Rosmunda
  - Jacques Offenbach: Hoffmann meséi
  - Erkel Ferenc: Sarolta
  - Gustave Charpentier: Lujza
- 1901/02-es évad:
  - Major Gyula: Erzsike
  - Richard Wagner: Tristan és Isolde
  - Pjotr Csajkovszkij: Anyegin
  - Máder Rezső: Szerelmi kaland
  - Franz Suppé: Szép Galathea
  - Umberto Giordano: Fedora
- 1902/03-as évad:
  - Karel Weiss: A lengyel zsidó
  - Goldmark Károly: Götz von Berlichingen
  - Skofitz Ferenc: Művészfurfang
  - Hubay Jenő: Moharózsa
  - Poldini Ede: A csavargó és a királylány
  - Ábrányi Emil: A ködkirály
  - Berté Henrik: Velencei karnevál
- 1903/04-es évad:
  - Giacomo Puccini: Tosca
  - Leo Blech: A szomszédasszony
  - Szikla Adolf: A törpe gránátos
  - Cristoph Willibald Gluck: Orfeusz és Euridiké
  - Zichy Géza: Gemma
  - Hector Berlioz: Faust elkárhozása
  - Császár György: A kunok
- 1904/05-ös évad:
  - Camille Saint-Saëns: Sámson és Delila
  - Adolphe Adam: A lonjumeau-i postakocsis
  - Gabriel Dupont: A kecskepásztor
  - Szikla Adolf: Álom
  - Szabados Béla: Mária
  - Toldy László: Sigrid
  - Zichy Géza: Nemo
  - Giacomo Puccini: Bohémélet
  - Johann Strauss d. S.: A cigánybáró
- 1905/06-os évad:
  - Paul Vidal: Maladetta
  - Sztojanovits Péter: A tigris
  - Rékai Nándor: A nagyidai cigányok
  - Ermanno Wolf-Ferrari: A kíváncsi nők
  - Giacomo Puccini: Pillangókisasszony
- 1906/07-es évad:
  - Farkas Ödön: Kurucvilág
  - Hubay Jenő: Lavotta szerelme
  - Paul Juon: Psyche
  - Ábrányi Emil: Monna Vanna
  - Lehár Ferenc: Tatjána
  - Máder Rezső: A piros cipő
- 1907/08-as évad:
  - André Messager: Fortunio
  - Mihalovich Ödön: Eliána
  - Goldmark Károly: Téli rege
  - Xavier Leroux: A csavargó
- 1908/09-es évad:
  - Eugene D’Albert: A hegyek alján
  - Zichy Géza: II. Rákóczi Ferenc
  - Felix Mendelssohn Bartholdy: Hazatérés
  - Oscar Nedbal: Mesevilág
  - Daniel Auber: Fra Diavolo
  - Hermann Goetz: A makrancos hölgy
- 1909/10-es évad:
  - Bedřich Smetana: Dalibor
  - Clemens von Frankenstein: Rahab
  - Richard Strauss: Elektra
  - Dohnányi Ernő: Pierette fátyola
- 1910/11-es évad:
  - Rékai Nándor: György barát
  - Lehár Ferenc: Hercegkisasszony
  - Hűvös István: Havasi gyopár
  - Szabados Béla: A bolond
  - Fréderic d’Erlanger: Tessza
  - Richard Strauss: A rózsalovag
- 1911/12-es évad:
  - Albert Delmar: Carmela
  - Ermanno Wolf-Ferrari: Susanne titka
  - Ábrányi Emil: Paolo és Francesca
  - Giacomo Puccini: A Nyugat lánya
  - Zichy Géza: Rodostó
- 1912/13-as évad:
  - Engelbert Humperdinck: Királyfi és királylány
  - Buttykay Ákos: Hamupipőke
  - Richard Strauss: Salome
  - Nyikolaj Cserepnyin: Nárcisz
  - Anton Arenszkij: Kleopátra
  - Heinrich Wallershausen: Chabert ezredes
  - Wolfgang Amadeus Mozart: Szöktetés a szerájból
  - Cristoph Willibald Gluck: Május királynője
  - Szeghő Sándor: Báthory Erzsébet
  - Claude Debussy: A tékozló fiú
  - Wolfgang Amadeus Mozart: Ámor játékai
- 1913/14-es évad:
  - Franz von Suppé: Boccaccio
  - Mogyeszt Muszorgszkij: Borisz Godunov
  - Carl Maria von Weber: Oberon
- 1914/15-ös évad:
  - zárva
- 1915/16-os évad:
  - Erkel Ferenc: Névtelen hősök
- 1916/17-es évad:
  - Franz Schmidt: Notre-Dame
  - Gajáry István: A makrancos herceg
  - Bartók Béla: A fából faragott királyfi
  - Sztojanovits Jenő: Othello mesél
- 1917/18-as évad:
  - Ábrányi Emil: Don Quijote
  - Erich Wolfgang Korngold: Violanta
  - Radnai Miklós: Az infánsnő születésnapja
  - Bartók Béla: A kékszakállú herceg vára
- 1918/19-es évad:
  - Richard Strauss: Ariadné Naxos szigetén
  - Krausz Mihály: Marika
- 1919/20-as évad:
  - csak felújítások
- 1920/21-es évad:
  - Carl Millöcker: A koldusdiák
  - Sztojanovits Péter: A reichstadti herceg
  - Eugene D’Albert: A holt szemek
  - Buday Dénes: Mátyás király
  - Máder Rezső: Mályvácska királykisasszony
  - Vincze Zsigmond: A hamburgi menyasszony
  - Dohnányi Ernő: A vajda tornya
  - Bahnert József: Jégvirág
  - Clement Károly: Trilby
- 1922/23-as évad:
  - Jeszenszky Gyula: Raguza hercege
  - Giacomo Puccini: A köpeny
  - Giacomo Puccini: Angelica nővér
  - Giacomo Puccini: Gianni Schicchi
  - Szabados Béla: Bolond Istók
  - Schack Manka: Pillangószerelem
  - Vincze Zsigmond: A gárdista
  - Siklós Albert: A tükör
  - Pjotr Csajkovszkij: A diadalmas asszony
  - Ruggero Leoncavallo: Zazà
  - Ábrányi Emil: A vak katona
- 1923/24-es évad:
  - Jacques Offenbach: Orpheusz a pokolban
  - Hubay Jenő: Anna Karenina
  - Berény Henrik: Hasis
  - Szabados Béla: Menyasszonyháború
  - Mohácsi Jenő: Diana
  - Bruno Granichstädten: Bacchus-éj
  - Poldini Ede: Farsangi lakodalom
  - Vincze Zsigmond: Az erősebb
  - Gajáry István: Árgyírus királyfi
  - Albert Lortzing: Cár és ács
  - Jules Massenet: Thaïs
  - Kiszely Gyula: Amerika lánya
  - Richard Wagner: Parsifal
- 1924/25-ös évad:
  - Arthur Sullivan: Mikádó
  - Johann Strauss d. S.: Egy éj Velencében
  - Farkas Imre: Az iglódi diákok
  - Mozart–Goldoni–Hevesi: Mirandolina[1][2]
  - Nádor Mihály: Krizantém
- 1925/26-os évad:
  - Claude Debussy: Pelléas és Mélisande
  - Szántó Tivadar: Tájfun
  - Giovanni Battista Pergolesi: Az úrhatnám szolgáló
  - Gaetano Donizetti: A csengő
- 1926/27-es évad:
  - Kodály Zoltán: Háry János
  - Szabados Béla: Fanni
  - Giuseppe Verdi: Falstaff
- 1927/28-as évad:
  - Giacomo Puccini: Turandot
  - Siklós Albert: A hónapok háza
  - Ermanno Wolf-Ferrari: A négy házsártos
  - Zádor Jenő: A holtak szigete
  - Maurice Ravel: Pásztoróra
  - Georg Friedrich Händel: Xerxes
  - Richard Strauss: Az ezüstkulcs
- 1928/29-es évad:
  - Igor Stravinsky: Oedipus Rex
  - Manuel de Falla: A háromszögletű kalap
  - Paul Hindemith: Oda-vissza
  - Dohnányi Ernő: A tenor
  - Giuseppe Verdi: A végzet hatalma
  - Riccardo Zandonai: Francesca da Rimini
- 1929/30-as évad:
  - Wolfgang Amadeus Mozart: Così fan tutte
- 1930/31-es évad:
  - Weiner Leó: Csongor és Tünde
  - Lehár Ferenc: A mosoly országa
  - Ermanno Wolf-Ferrari: Sly
  - Hubay Jenő: Az álarc
- 1931/32-es évad:
  - Kacsóh Pongrác: János vitéz
  - Ádám Jenő: Magyar karácsony
  - Joseph Haydn: A patikus
  - Kodály Zoltán: Székely fonó
- 1932/33-as évad:
  - Richard Strauss: Egyiptomi Heléna
  - Kósa György: Árva Józsi három csodája
  - Jacques Offenbach: A banditák
  - Nádor Mihály: Elssler Fanny
  - Isidore de Lara: A fehér vitorlás
- 1933/34-es évad:
  - Manuel de Falla: Egy rövid élet
  - Dohnányi Ernő: Simona néni
  - Igor Stravinsky: Petruska
  - Giuseppe Verdi: Don Carlos
  - Lehár Ferenc: Giuditta
- 1934/35-ös évad:
  - Mosonyi Mihály: Álmos
  - Dohnányi Ernő: Szent fáklya
  - Richard Strauss: Arabella
  - Hubay Jenő: A milói vénusz
  - Kodály Zoltán: Kuruc mese
  - Ottorino Respighi: A láng
- 1935/36-os évad:
  - Robert Planquette: Rip van Winkle
  - Szép Ernő: Azra
  - Hubay Jenő: Az önző óriás
  - Kósa György: A két lovagok
  - Claudio Monteverdi: Orfeo
- 1936/37-es évad:
  - Hubay Jenő: Csárdajelenet
  - Mogyeszt Muszorgszkij: Hovanscsina
  - Jacobi Viktor: Sybill
  - Esterházy Ferenc: A szerelmeslevél
  - Kenessey Jenő: Csizmás kandúr
  - Giuseppe Verdi: Simon Boccanegra
- 1937/38-as évad:
  - Christoph Willibald Gluck: Iphigénia Auliszban
  - Ruzitska József: Béla futása
  - Alekszandr Borogyin: Igor herceg
  - Darius Milhaud: Francia saláta
  - Poldini Ede: Himfy
- 1938/39-es évad:
  - Ádám Jenő: Mária Veronika
  - Henry Purcell: Dido és Aeneas
  - Rajter Lajos: Pozsonyi majális
- 1939/40-es évad:
  - Ottó Ferenc: Júlia szép leány
  - Johann Strauss d. S.: Pázmán lovag
  - Takács Jenő: Nílusi legenda
  - Richard Strauss: Daphné
- 1940/41-es évad:
  - Lodovico Rocca: Ivnor hegye
  - Ottorino Respighi: Lucretia
  - Alfredo Casella: A korsó
- 1941/42-es évad:
  - Wolfgang Amadeus Mozart: A póruljárt kérő
  - Dévényi Imre: Cseresznyevirág
  - Riccardo Zandonai: Veronai szerelmesek
  - Farkas Ferenc: A bűvös szekrény
- 1942/43-as évad:
  - Werner Egk: A csodahegedűs
  - Lehár Ferenc: A garabonciás
  - Madetoja Leevi: Északiak
  - Georg Friedrich Händel: Rodelinda
  - Kenessey Jenő: Az arany meg az asszony
- 1943/44-es évad:
  - Laurisin Miklós: Debreceni história
  - Unger Ernő: Petőfi
  - Tóth Dénes: Dorottya vagyis a dámák diadala a farsangon
- 1944/44-ös évad:

csak felújítások
- 1945/46-os évad:
  - Bartók Béla: A csodálatos mandarin
  - Manuel de Falla: Szerelmi varázs
  - Goldmark Károly: Sakuntala
  - George Gershwin: Amerikai rapszódia
- 1946/47-es évad:

csak felújítások
- 1947/48-as évad:
  - Benjamin Britten: Peter Grimes
  - Bartók Béla: Bálványosvár
  - Kodály Zoltán: Czinka Panna balladája
- 1948/49-es évad:
  - Farkas Ferenc: Furfangos diákok
- 1949/50-es évad:
  - Mogyeszt Muszorgszkij: A szorocsinci vásár
  - Borisz Aszafjev: Párizs lángjai
- 1950/51-es évad:
  - Kenessey Jenő: A keszkenő
  - Farkas Ferenc: Csínom Palkó
- 1951/52-es évad:
  - Kadosa Pál: A huszti kaland
  - Berté Henrik: Három a kislány
  - Stanisław Moniuszko: Halka
- 1952/53-as évad:
  - Ránki György: Pomádé király új ruhája
- 1953/54-es évad:
  - Jurij Mejtusz: Az ifjú gárda
- 1954/55-ös évad:
  - Kenessey Jenő: Bihari nótája
  - Polgár Tibor: A kérők
- 1955/56-os évad:

csak felújítások
- 1956/57-es évad:
  - Antonín Dvořák: Ruszalka
  - Gian-Carlo Menotti: A telefon
  - Christoph Willibald Gluck: Iphigénia Tauriszban
- 1957/58-as évad:

csak felújítások
- 1958/59-es évad:
  - Hajdu Mihály: Kádár Kata
  - Eugen Suchoň: Örvény
- 1959/60-as évad:
  - Joseph Haydn: Aki hűtlen, pórul jár
  - Ribáry Antal: Lajos király válik
  - Gioachino Rossini: Ory grófja
  - Szabó Ferenc: Lúdas Matyi
  - Horusitzky Zoltán: Báthory Zsigmond
  - Adolphe Adam: A kalóz
- 1960/61-es évad:
  - Benjamin Britten: Albert Herring
  - Leoš Janáček: Katja Kabanova
  - Giuseppe Verdi: Macbeth
- 1961/62-es évad:
  - Petrovics Emil: C’est la guerre
  - Giuseppe Verdi: Nabucco
- 1962/63-as évad:
  - Domenico Cimarosa: A titkos házasság
  - Kozma József: Elektronikus szerelem
  - Sugár Rezső: A tenger lánya
- 1963/64-es évad:
  - Alban Berg: Wozzeck
  - Carl Orff: Az okos lány
  - Láng István: Mario és a varázsló
  - Gaetano Donizetti: Szerelmi bájital
- 1964/65-ös évad:
  - Szokolay Sándor: Vérnász
- 1965/66-os évad:
  - Gioachino Rossini: Hamupipőke
  - Dmitrij Sosztakovics: Katyerina Izmajlova
- 1966/67-es évad:
  - Mihály András: Együtt és egyedül
  - Maurice Hertel: A rosszul őrzött lány
  - Enrique Gonzales Mantici: A mesztic lány
  - Kurt Weill: Mahagonny városának felemelkedése és bukása
- 1967/68-as évad:
  - Marin Goleminov: Ivajlo
  - Claudio Monteverdi: Poppea megkoronázása
- 1968/69-es évad:
  - Szokolay Sándor: Hamlet
  - Gioachino Rossini: Mózes
  - Nyikolaj Rimszkij-Korszakov: Az aranykakas
- 1969/70-es évad:
  - Petrovics Emil: Bűn és bűnhődés
  - George Gershwin: Porgy és Bess
- 1970/71-es évad:
  - Ránki György: Az ember tragédiája
- 1971/72-es évad:
  - Petrovics Emil: Lüszsisztraté
  - Szergej Prokofjev: Szemjon Kotko
  - Szokolay Sándor: Az áldozat
  - Benjamin Britten: Szentivánéji álom
- 1972/73-as évad:
  - Alban Berg: Lulu
- 1973/74-es évad:
  - Szokolay Sándor: Sámson
  - Leoš Janáček: Jenůfa
  - Giuseppe Verdi: A lombardok
- 1974/75-ös évad:
  - Paul Hindemith: Cardillac
  - Wolfgang Amadeus Mozart: Titus kegyelme
  - Benjamin Britten: Koldusopera
  - Claudio Monteverdi: Odüsszeusz hazatérése
- 1975/76-os évad:
  - Szabó Ferenc: Légy jó mindhalálig
  - Gioachino Rossini: A török Itáliában
- 1976/77-es évad:
  - Paraskev Hadzsijev: Lud Gidija
- 1977/78-as évad:
  - Udo Zimmermann: Schuhu és a repülő hercegnő
- 1978/79-es évad:
  - Balassa Sándor: Az ajtón kívül
  - Claudio Monteverdi: Tankréd és Clorinda párviadala
  - Leoš Janáček: A ravasz rókácska
- 1979/80-as évad:
  - Wolfgang Amadeus Mozart: Idomeneo
  - Igor Stravinsky: A léhaság útja
- 1980/81-es évad:

csak felújítások
- 1981/82-es évad:
  - Jacques Offenbach: Kékszakáll
- 1982/83-as évad:
  - Szergej Prokofjev: Eljegyzés a kolostorban
- 1983/84-es évad:

csak felújítások
- 1984/85-ös évad:

csak felújítások
- 1985/86-os évad:

csak felújítások
- 1986/87-es évad:

csak felújítások
- - Gaetano Donizetti: Boleyn Anna
- 1987/88-as évad:
  - Szokolay Sándor: Ecce homo
- 1988/89-es évad:

csak felújítások
- 1989/90-es évad:

csak felújítások
- 1990/91-es évad:
  - Francesco Cavalli: Ormindo avagy a keseredés
- 1991/92-es évad:

csak felújítások
- 1992/93-as évad:
  - Francesco Cilea: Adriana Lecouvreur
- 1993/94-es évad:

csak felújítások
- 1994/95-ös évad:

csak felújítások
- 1995/96-os évad:
  - Szokolay Sándor: Margit
- 1996/97-es évad:

csak felújítások
- 1997/98-as évad:

csak felújítások
- 1998/99-es évad:
  - Ligeti György: Le grand macabre
  - Vajda János: Leonce és Léna
- 1999/2000-es évad:

csak felújítások
- 2000/01-es évad:
  - Kocsák Tibor: Az ember tragédiája
- 2001/02-es évad:

csak felújítások
- 2002/03-as évad:
  - Fekete Gyula: A megmentett város
- 2003/04-es évad:
  - Benjamin Britten: A csavar fordul egyet
- 2004/05-ös évad:
  - Gyöngyösi Levente: A gólyakalifa
  - Wolfgang Amadeus Mozart: Az álruhás kertészlány
- 2005/06-os évad:

Wolfgang Amadeus Mozart: Titus kegyelme
- 2006/07-es évad:

csak felújítások
- 2007/08-as évad:
  - Giacomo Puccini: Edgar
  - Antonín Dvořák: Elfújta a szél
  - Vajda János: Karnyóné
  - Igor Stravinsky: Mavra
- 2008/09-es évad:
  - Haydn: A filozófus lelke, avagy Orfeusz és Euridiké
  - Giuseppe Verdi: A szicíliai vecsernye
- 2009/10-es évad
  - Sári József: Napfogyatkozás
- 2010/11-es évad:
  - Mozart: Ascanio Albában
  - Márta István: Csodálatos mobilvilág
  - Fekete Gyula: Excelsior!
- 2011/12-es évad:
  - Csak felújítások
- 2012/13-as évad:
  - Giuseppe Verdi: A haramiák
  - Giuseppe Verdi: Luisa Miller
  - Giuseppe Verdi: Giovanna D’Arco
- 2014/15-ös évad
  - Benjamin Britten: Lukrécia meggyalázása
  - Tallér Zsófia: Leánder és Lenszirom
  - Antonio Vivaldi: Farnace
  - Nino Rota: A florentin kalap
  - Joseph Haydn: A lakatlan sziget
  - Ferruccio Benvenuto Busoni: Doktor Faust
- 2015/16-os évad:
  - Leonard Bernstein: West side story
  - Thomas Adès: A vihar
  - Aribert Reimann: Lear
  - Richard Wagner: Szerelmi tilalom
  - Sir Elton John–Lee Hall: Billy Elliot
- 2016/17-es évad:
  - Gryllus Samu: Két nő
  - Einojuhani Rautavaara: A bánya
  - Varga Judit: Szerelem
  - Francois Poulenc: A karmeliták párbeszédei
  - Eötvös Péter: Szerelemről és más démonokról
  - Lendvay Kamilló: A tisztességtudó utcalány
  - Mezei Gábor Péter: A ravatallal szemben
  - Adolphe Adam: A kalóz
  - Ruzitska József: Béla futása
  - Orbán György: Pikkó herceg
  - Dés László: A vágy villamosa
- 2017/18-as évad:
  - Jacques Offenbach: A rajnai sellők
  - Gioachino Rossini: Olasz nő Algírban